# South Park (Wyoming)
South Park è un census-designated place degli Stati Uniti d'America, situato nella Contea di Teton nello stato del Wyoming. Nel censimento del 2010 la popolazione era di 1.731 abitanti. Non è correlato in alcun modo all'omonima serie televisiva satirica statunitense a cartoni animati.

## Geografia fisica
Secondo i rilevamenti dell'United States Census Bureau, la località di South Park si estende su una superficie di 29,5 km², tutti occupati da terre.

## Popolazione
Secondo il censimento del 2000, a South Park vivevano 864 persone, ed erano presenti 234 gruppi familiari. La densità di popolazione era di 29,3 ab./km². Nel territorio comunale si trovavano 392 unità edificate. Per quanto riguarda la composizione etnica degli abitanti, il 97,57% era bianco, lo 0,12% nativo, lo 0,12% proveniva dall'Oceano Pacifico, lo 0,12% apparteneva ad altre razze e il 2,08% a due o più. La popolazione di ogni razza ispanica corrispondeva allo 0,69% degli abitanti.
Per quanto riguarda la suddivisione della popolazione in fasce d'età, il 24,1% era al di sotto dei 18, il 4,5% fra i 18 e i 24, il 33,6% fra i 25 e i 44, il 31,9% fra i 45 e i 64, mentre infine il 5,9% era al di sopra dei 65 anni di età. L'età media della popolazione era di 38 anni. Per ogni 100 donne residenti vivevano 100,0 uomini.